# Xanthorhoe effusa
Xanthorhoe effusa är en fjärilsart som beskrevs av L.Mull 1920. Xanthorhoe effusa ingår i släktet Xanthorhoe och familjen mätare. Inga underarter finns listade i Catalogue of Life.